# Eden Park
Eden Park – stadion sportowy znajdujący się w Auckland w Nowej Zelandii.
Obiekt wybudowano w 1900 roku, a obecnie służy przede wszystkim rozgrywkom rugby (zarówno w odmianie 15-, jak i 13-osobowej) oraz krykieta. Po ukończonej w 2010 roku modernizacji stadion mieści 50 tys. osób, z możliwością dostawienia tymczasowych trybun o pojemności ok. 10 tys. miejsc.
Eden Park był areną dwóch finałów pucharu świata w rugby, w 1987 i 2011 roku, zaś w roku 2015 będzie gościł mistrzostwa świata w krykiecie.